# Balmes del Traver
Les Balmes del Traver són unes balmes del terme municipal de Sant Quirze Safaja, al Vallès Oriental.
Són al nord de les Costes del Traver, al peu de la cinglera dels Cingles de Bertí, al nord-oest de Can Berga Vell i de Can Carbassot, a prop i a ponent del Grau Mercader. Són al sud-est i dessota del Traver i del Camí del Traver, i al sud-oest, també per dessota, de Cal Mestret.